# Fissidens raiatensis
Fissidens raiatensis är en bladmossart som beskrevs av Edwin Bunting Bartram 1931. Fissidens raiatensis ingår i släktet fickmossor, och familjen Fissidentaceae. Inga underarter finns listade i Catalogue of Life.